# タカネザクラ
タカネザクラ（高嶺桜、学名： Cerasus nipponica (Matsum.) Masam. & S.Suzuki）は、バラ科サクラ属のサクラ。日本に自生する10もしくは11種あるサクラ属の基本野生種の一つ。山岳地帯に生えることが多いことから、別名はミネザクラ（峰桜）。

## 分布
亜寒帯を中心に、千島列島南部、北海道、本州の中部（以北の）山岳地帯の標高1500mから2800m付近に分布。遺伝的に、北東集団（北海道から東北）と南西集団（本州中部山岳）に大別される。名の通り、高山に生えるサクラで、ナナカマドやダケカンバとともにみられる。

## 特徴
落葉広葉樹の小高木から低木。分布域から分かる通り、日本に自生する野生種のサクラとしては最も寒さに強い種である。低標高で環境が良ければ10メートル (m) を超える高木に育つが、標高が高い風の強い場所だと2 mほどで地を這う低木となる。樹形は盃型。直径は2 - 3センチメートル (cm) の小輪から中輪の一重咲きの花を咲かせ、花弁の色は淡紅色で花の芯に行くほど色が濃い。花と葉が同時に展開する。花期は遅く低地で最も早くて5月上旬、高山帯で6月で、本州で一番遅く咲くのは北アルプスの標高2800 m付近。それでも高山帯では早く花を咲かせる種となるため開花が目立つ。東京に植栽した場合の花期は4月上旬であるが、通常は夏の高温や乾燥で枯れてしまう。葉の鋸歯は深く、大小の2重鋸歯になる。葉柄の上部に、ふつう2個の腺点（蜜腺）がある。秋には紅葉し、赤色から朱色のような橙色で、かなり鮮やかに色づく。

### 変種のタカネザクラとチシマザクラ
分類学上の種（species）としてはタカネザクラだが、その下位分類の変種（variety）レベルでは、タカネザクラ（var. nipponica）とチシマザクラ（var. kurilensis）に分類される。2010年代後半時点では、葉の両面、葉柄、果柄などに毛がないものがタカネザクラ、毛があるものがチシマザクラと分類しているが、個体により毛の長さにバラつきがあり他の多要素を考慮に入れていないため、分類として不適当で再検討が必要であるという。根室市が旧気象庁根室測候所のチシマザクラを標本木として日本で唯一チシマザクラを標本木として開花発表をしているほか、清隆寺に明治時代に国後島から移入されたチシマザクラが植栽されている。根室市の花期は5月下旬となり日本の施政権が及ぶ平地では最も遅く開花する。

## 種の保全状況評価
日本では以下の都道府県で、レッドリストの指定を受けている。
- 絶滅寸前種（環境省の絶滅危惧I類相当） - 奈良県
- 絶滅危惧II類(VU) - 埼玉県[15]

## 参考画像

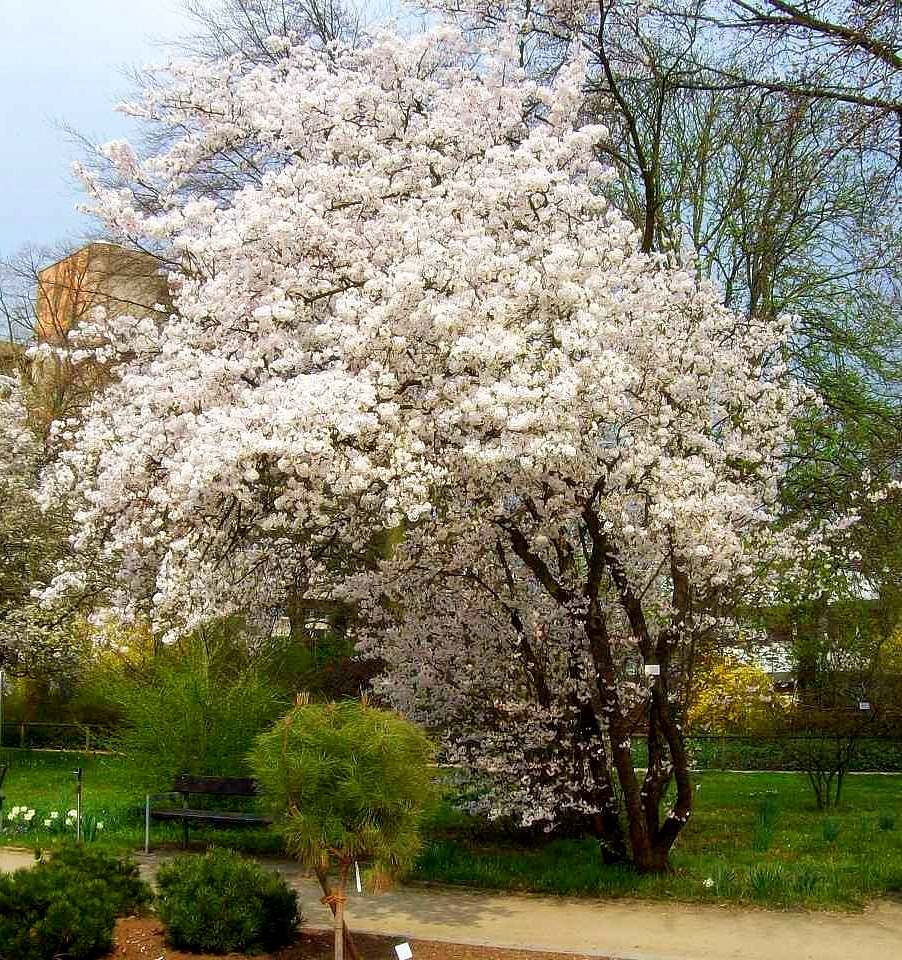
樹
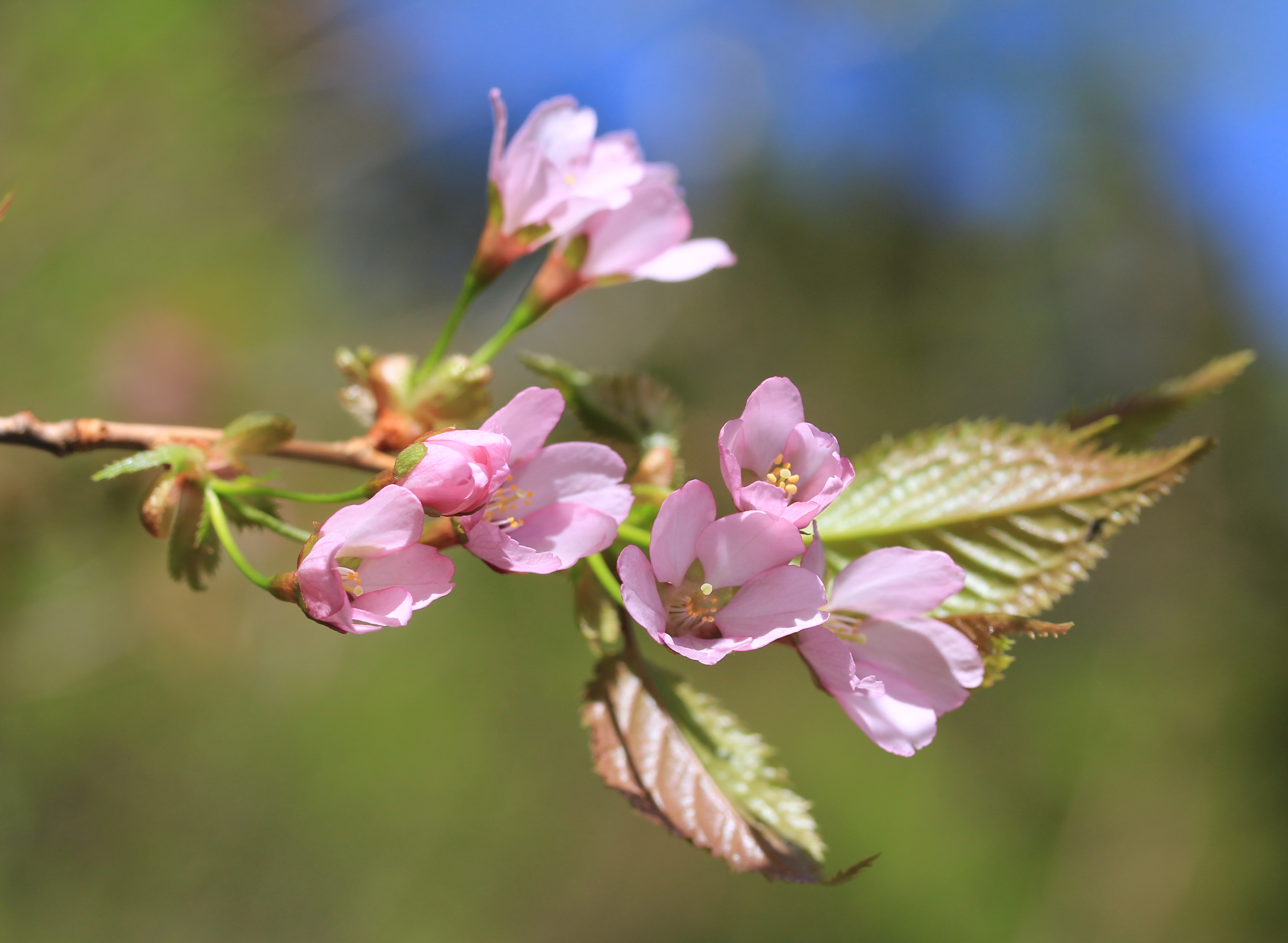
花
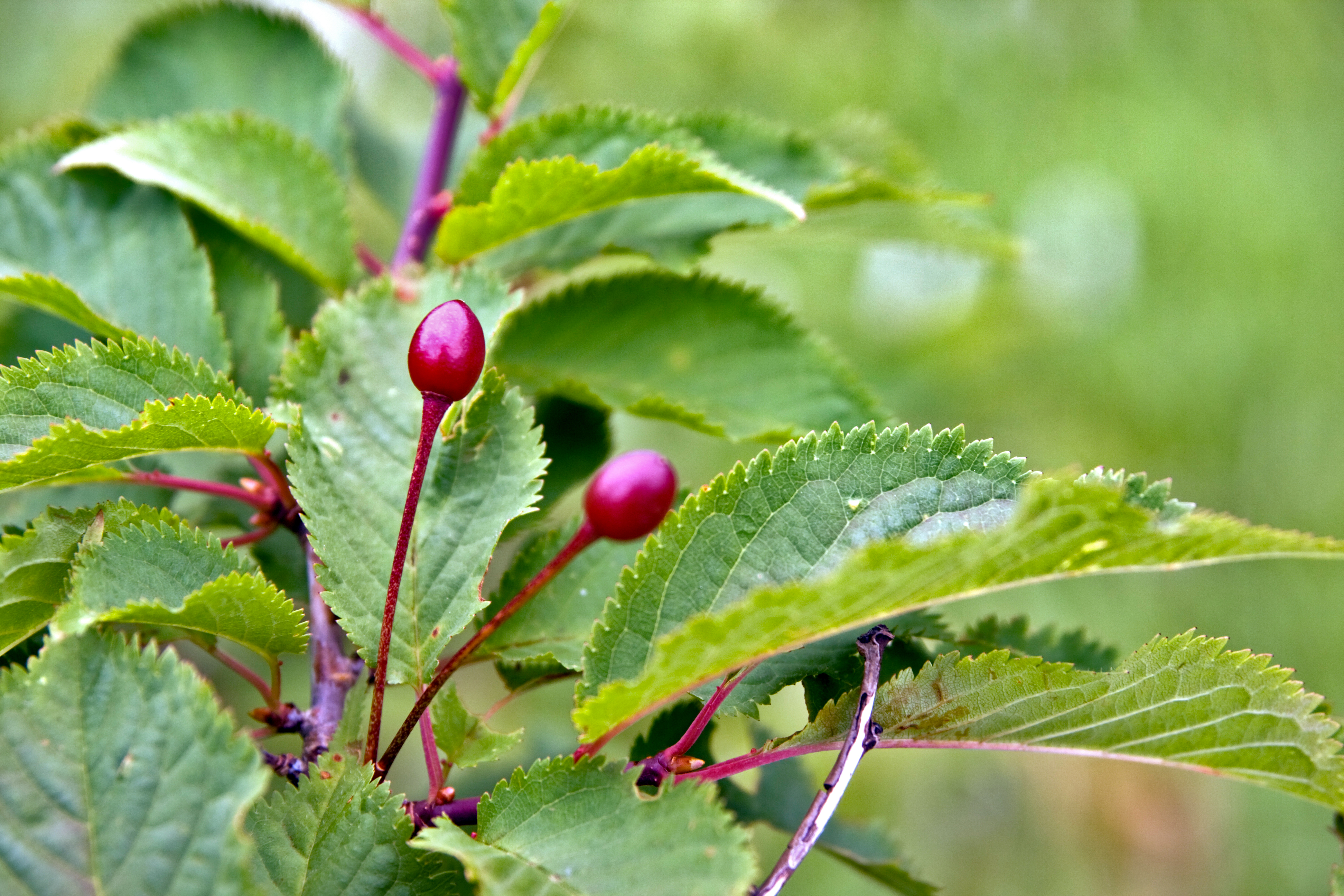
タカネザクラの果実（空木平・2008年7月）